# Slobbie
Slobbies (als Akronym gebildet aus slow but better working people), auch Slobbys, sind Menschen, die ihren Alltag eher langsam leben. „Slobbie sein“ wird als Lebensstil entgegen allen schnelllebigen Inhalten gesehen, bei dem Qualität vor Quantität steht. Der typische Slobbie hat keine Eile, meidet hektische Begebenheiten und ist oftmals viel langsamer bei seiner Arbeit. Meist haben Slobbies schlechte Erfahrungen durch falsche Lebensplanung gemacht und besinnen sich ihrer Familie, ihres eigenen Lebens oder der Umwelt neben Arbeit und Aufgaben.

## Quelle
- Lothar Seiwert: Das Bumerang-Prinzip, don't hurry, be happy: in 5 Schritten zum Lebenskünstler. 5.  Auflage. Gräfe und Unzer, München 2003, ISBN 3-7742-5562-8, S. 89.